# Prefectura Tokushima
Prefectura Tokushima (徳島県 Tokushima-ken?) este o prefectură în Japonia.

## Geografie

Harta prefecturii Tokushima

### Municipii
Prefectura cuprinde 8 localități cu statut de municipiu (市):
| - Anan - Awa - Komatsushima - Mima | - Miyoshi - Naruto - Tokushima (centrul prefectural) - Yoshinogawa |